# Jean Armour Polly

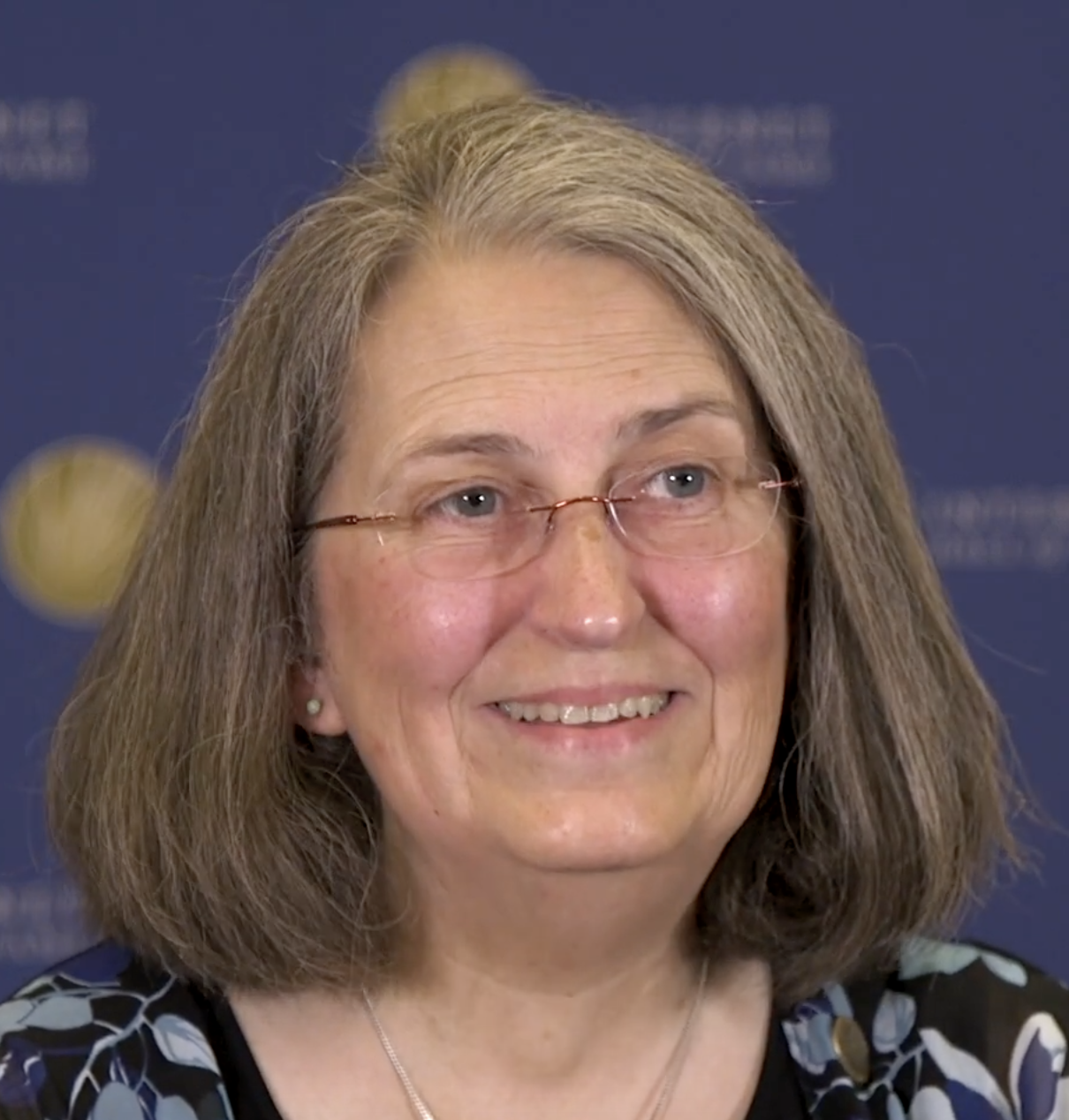
Jean Armour Polly (2019)

Jean Armour Polly ist eine US-amerikanische Bibliothekarin und war entscheidend beteiligt an der Etablierung des Begriffes „Internetsurfen“: Der Begriff breitete sich nach Veröffentlichung ihres Artikels „Surfing the Internet“ aus,
der im Juni 1992 im Wilson Library Bulletin der University of Minnesota erschien.